# Лавинен огън
Лавинен огън (на английски: Chainfire) е деветата книга от епичната фентъзи поредицa на американския писател Тери Гудкайнд „Мечът на истината“. 
Романът носи името на вид древно, много опасно и силно магическо заклинание. Номиниран е за наградата „Прометей“.

## Издания
Романът е издаден през 2005 г. от американското издателство Tor Fantasy. През същата година е издаден в две части от българското издателство „Прозорец“ в превод на Невена Кръстева.

## Сюжет
Внимание:  Текстът по-долу разкрива сюжета на произведението (или части от него)!
Ричард Рал е владетел на Империята Д'Харан – съвкупност от нации, преди това съставени от Д'Хара и Средната земя. Ричард Рал и Империята Д'Харан в момента са в епична битка с Имперския орден, империя от Стария свят, водена от император Джаганг.
Книгата продължава историята на Ричард в опита му да научи хората, че животът им е само техен и че могат да бъдат свободни от Имперския орден. Той е тежко ранен от вражеска стрела и е отведен при Ничи, магьосница и бивша Сестра на мрака, която го лекува с помощта на екстрактивна магия; това кара непредвидени събития да излязат извън контрол. Когато Ричард се събужда, той открива, че съпругата му, Калан Амнел, Майката Изповедник, е изчезнала. Освен това, никой около него сякаш не я помни. Ничи и Кара приписват спомена на Ричард за Калан на сънища и заблуди, причинени от нараняването му, и вероятно на неволен ефект от Екстрактивната магия, използвана при лечението на Ричард. Въпреки опитите на Ричард да обясни, че събитията от последните няколко години не биха могли да се случат без Калан, парадоксите се обясняват с това, че Ричард си спомня нещата неточно.
Страхувайки се за живота на Калан, Ричард отчаяно се опитва да намери някаква следа от нея и същевременно да убеди останалите, че тя съществува. Търсенето му го отвежда до вещицата Шота, която разкрива, че „това, което търсиш, е отдавна заровено с костите“. В замяна на повече информация, Шота изисква Меча на истината, който Ричард отстъпва на домашния си любимец Самюъл, предишния носител на меча. След това Шота произнася думите „Лавинен огън“ и „Дълбокото нищо“ и казва на Ричард да „се пази от четириглавата пепелянка“. Тя също така предупреждава Ричард за „кървав звяр“, призован от няколко магьосници и Сестри на мрака, по заповед на Джаганг. Звярът е предназначен да убие Ричард и е толкова неудържим, колкото и непредсказуем. Освен това звярът е в състояние да проследи Ричард, когато използва дара си, заради начина, по който Ничи е излекувала раната му от стрела.
Междувременно Ан и Нейтън Рал заедно откриват много празни страници в книги с древни пророчества. Те сякаш си спомнят, че страниците не трябва да са празни, но не могат да си спомнят какво е било написано първоначално там. Зед прави същото откритие независимо от тях.
Напускайки Агаден Рийч, Ричард се отправя към Магьосническата крепост, за да намери Зед, но и той няма спомен за Калан. Ничи пристига едновременно с това. За да докаже съществуването на Калан, Ричард ексхумира гроба ѝ и е шокиран да открие труп в заровения ковчег с етикет с име, прикрепен към роклята ѝ. Той е съсипан и изпада в дълбока депресия. Междувременно Ан, Нейтън и Фредерик също пристигат в крепостта. Отчаяни да си върнат своя „Ричард“, за да може той да „изпълни пророчеството“ и да поведе армията на Д'Харан срещу силите на император Джаганг. Зед, Нейтън и Ан се опитват да принудят Ничи тайно да използва Екстрактивна магия, за да изтрие „заблудите“ на Ричард; вместо това Ничи моли Ричард да упорства в убежденията си. Заедно с Кара те се отправят към Слиф, за да пътуват до Народния дворец.
Ричард научава, че Слифите знаят за място, наречено Дълбокото нищо. Слифите ги отвеждат до руини, наречени „Каска“ в Дълбокото нищо. При пристигането си те се озовават сред група напреднали разузнавачи на Имперския орден, които са заловили момиче на име Джилиан, част от народ, наречен „Чародеите на сънища“. Докато Ничи елиминира останалите разузнавачи на Имперските войски, Ричард и Джилиан търсят отговори в катакомбите. Заедно те намират скрит проход, който води до защитена библиотека. В библиотеката Джилиан открива книга, озаглавена „Лавинен огън“.
В същото време читателят научава, че Калан наистина съществува и е била отвлечена от четирите останали Сестри на Мрака, избягали от „Сънливецът“ в „Кръвта на братството“. Сестрите са хвърлили заклинание, наречено „Лавинен огън“, използвайки Изваждаща магия, за да изтрият спомените на хората за Калан и спомените на Калан за самата нея. След това Сестрите използват Калан, за да откраднат кутиите на Орден от Градината на живота в Народния дворец. Калан оставя след себе си „Спирит“, статуята, която Ричард е издълбал за нея.
Ричард, Ничи и Кара пътуват до Народния дворец и разбират, че кутиите липсват и че са били използвани. Ричард намира статуята, която Калан е оставила, и разбира, че Сестрите са откраднали жена му и кутиите. С доказателството в Градината на живота, Ничи и Кара най-накрая вярват в съществуването на Калан, въпреки че не я помнят. Докато са там, те научават, че възрастна жена е намерена смъртоносно намушкана близо до армията на Д'харан; Ничи и Ричард установяват, че това е Сестра Тови. Ничи използва измама, за да разпита Тови, откривайки, че Самюъл е намушкал Тови и е взел Кутията на Орден, която тя носи. Тя също така научава за магията „Верижен огън“, за това как е била използвана, за да заличи паметта на всички за Калан, и че Кутиите на Орден са били създадени в противовес на нея. По-късно Ричард осъзнава, че Мечът на истината го е защитил от магията „Лавинен огън“, поради което все още е можел да си спомни Калан.
Ричард, Ничи и Кара се завръщат в Магьосническата крепост и с информацията, събрана от Тови и книгата „Лавинен огън“, най-накрая успяват да убедят Зед, Нейтън и Ан в истината. Макар никой освен Ричард да не помни Калан, те вече вярват, че тя съществува.